# Brokvartererne

Broerne motsvaras av C, D, E, F och J på kartan.

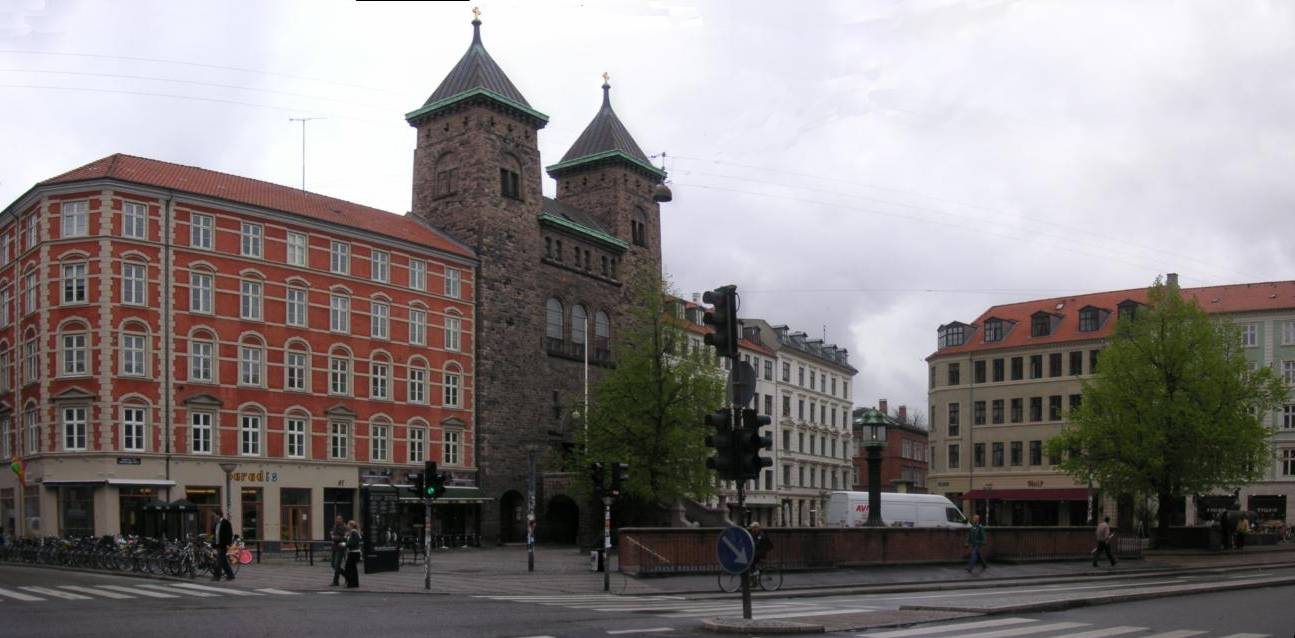
Vesterbro torg i Vesterbro.

Brokvartererne (eller ibland broerne)  är en gemensam benämning på den del av centrala Köpenhamn som bebyggdes efter nedläggningen av Köpenhamns vallar 1857. Dessa stadsdelar som omger Indre by är Nørrebro, Vesterbro och Østerbro och efter 1905 även Amagerbro och Islands Brygge.